# Spermacoce gracillima
Spermacoce gracillima är en måreväxtart som först beskrevs av Dc., och fick sitt nu gällande namn av Piero G. Delprete. Spermacoce gracillima ingår i släktet Spermacoce och familjen måreväxter. Inga underarter finns listade i Catalogue of Life.